# Ріманів многовид
Ріманів многовид — гладкий многовид з визначеним у кожній точці скалярним добутком на дотичному просторі, так що скалярний добуток гладко змінюється від точки до точки.
Формально, нехай M — диференційовний многовид розмірності n. Рімановою метрикою на M називається множина скалярних добутків
{\displaystyle g_{p}:T_{p}M\times T_{p}M\longrightarrow \mathbb {R} ,\qquad p\in M}
така що, для всіх гладких векторних полів X,Y на M,
{\displaystyle p\mapsto g_{p}(X(p),Y(p))}
є гладкою функцією {\displaystyle M\to \mathbb {R} }.

## Кривина
Кривина ріманових многовидів чисельно характеризує відмінність ріманової метрики многовиду від евклідової в даній точці. У разі поверхні кривина в точці повністю описується гаусовою кривиною. У розмірностях 3 і вище кривина не може бути повністю охарактеризована одним числом в заданій точці, замість цього вона означається як тензор кривини.